# Bagohouo
Bagohouo este o comună din departamentul Duekoue, regiunea Moyen Cavally, Coasta de Fildeș.